# Alpaida amambay
Alpaida amambay Levi, 1988 è un ragno appartenente alla famiglia Araneidae.

## Etimologia
Il nome della specie si riferisce alla regione paraguayana di rinvenimento: il dipartimento di Amambay.

## Caratteristiche
L'olotipo femminile rinvenuto ha dimensioni: cefalotorace lungo 2,7 mm, largo 2,0 mm; il primo femore misura 2,0 mm e la patella e la tibia circa 2,5 mm.

## Distribuzione
La specie è stata rinvenuta nel Paraguay orientale: a 10 km a sud della località di Bella Vista, nel dipartimento di Amambay.

## Tassonomia
Al 2014 non sono note sottospecie e dal 1988 non sono stati esaminati nuovi esemplari.